# 北沙河 (温榆河)
北沙河是北京地区的一条河流，为温榆河的支流。

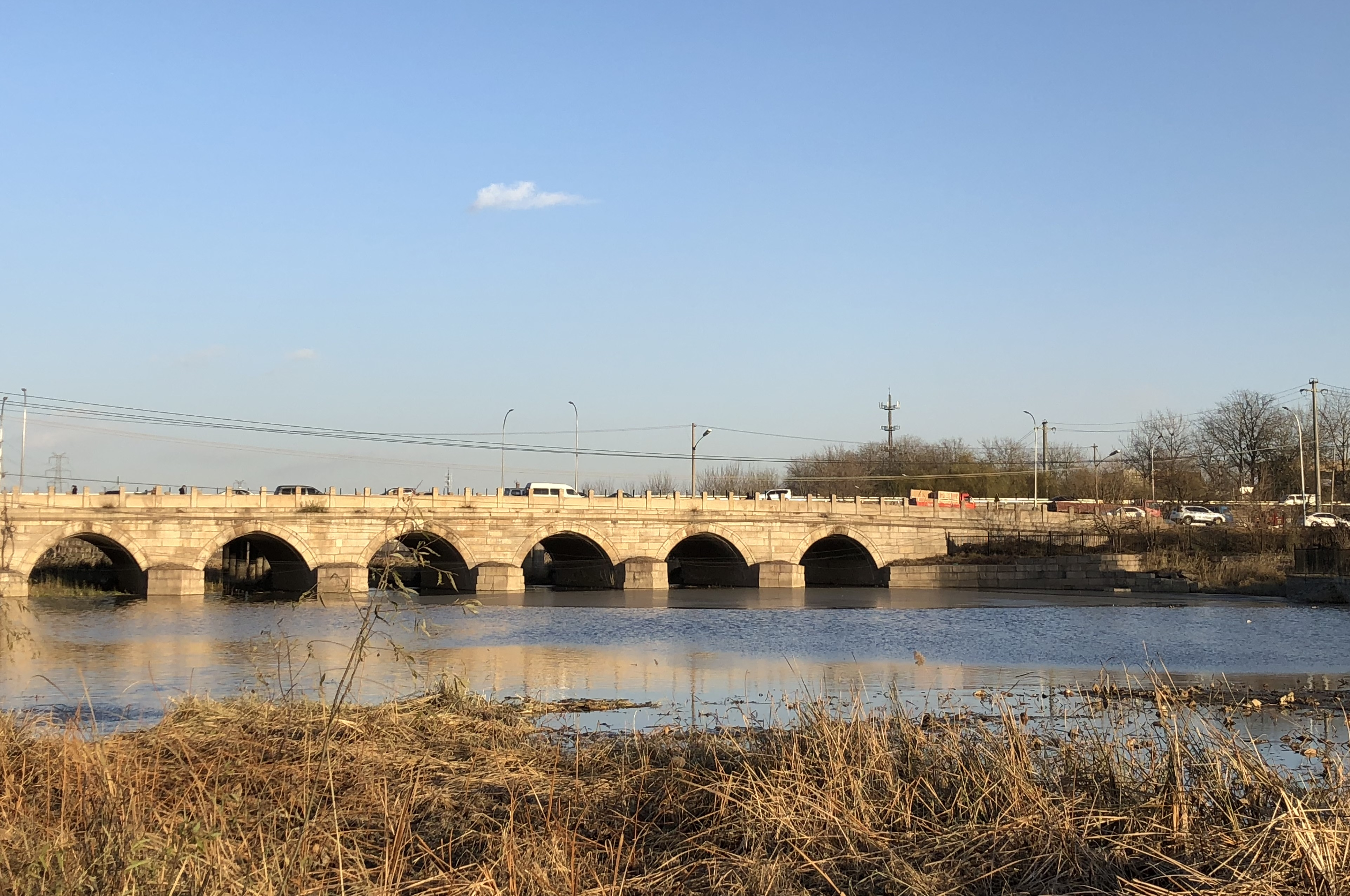
朝宗桥

古称双塔河。发源于昌平县，由虎峪沟、关沟、狡猊沟、兴隆沟、白洋城沟、柏峪沟、高崖口沟汇合而成。自西北向东南，穿过京包铁路桥，在十三陵水库下游汇入东沙河。主河道长60公里，总流域面积623平方公里。
河上有明朝修建的朝宗桥。